# 書道♡ガールズ 青い青い空
『書道♡ガールズ 青い青い空』（しょどうガールズ あおいあおいそら）は、2010年10月9日に浜松市で公開された太田隆文監督による日本映画。
『青い青い空』が最終的な正式タイトルであり、このタイトルで翌2011年に東京都、千葉県でも公開された。東京公開に合わせて公式HP、監督ブログ、チラシ、ポスターは全て『青い青い空』で統一された。タイトルに関する事情は後述する。
ロスアンゼルスで開催された「Japan Film Festival 2011」に出品された。

## 概要
静岡県浜松市を舞台にした映画で、浜名湖えんため（環浜名湖の観光振興を考える会）の賛同を得て、2007年に浜松・浜名湖地域振興映画製作プロジェクトの第2弾として製作が開始された。映画製作は通常、大手企業が資金などを提供しているが、この作品の製作資金はすべて地元の有志の寄付によってまかなわれた。
この作品は当初『書道♡ガールズ』のタイトルで製作が進められていたが、後発の日本テレビ製作の映画『書道ガールズ!! わたしたちの甲子園』が2010年5月に先んじて公開されたため、タイトル変更を余儀なくされた。浜松ではすでに新聞、テレビ報道によって『書道♡ガールズ』のタイトルが浸透していたため、『書道♡ガールズ 青い青い空』のタイトルで公開されたが、最終的なタイトルは『青い青い空』に決められ、映画本編とパンフレットでは浜松の上映でもこのタイトルが用いられている。この新たなタイトルは、劇中でも挿入歌として使用される、あべさとえの作詞・作曲・歌唱による主題歌『青い青い空』から取られた。
後半50分は涙の連続と話題になり、先行公開された浜松では3か月を超えるロングラン公開で、観客は2万人を超えた。
この作品は出演した長門裕之の映画作品の遺作となった。

## あらすじ
高校生活を送る真子（相葉香凛）は大学受験のことで母（鈴木砂羽）と対立、1年も口をきいていない。そんなある日、親友のみさと（草刈麻有）から書道部に入部を誘われる。顧問はヤンキー教師の八代（波岡一喜）の言葉が応援のように聞こえた。そんな書道部の部員は、誰も口をきかない三美子（橋本わかな）、ダイエットに夢中のトン子（田辺愛美）、真子に片思いの卓也（冨田圭輔）、書道の有段者なのに真子たちをバカにするミチル（平沢いずみ）。そんな個性的な面々が次第に絆を持ち、友情を深めて行く。

## キャスト
- 住田真子 - 相葉香凛
- 佐津川みさと - 草刈麻有
- 八代和樹（現代文教師・書道部顧問） - 波岡一喜
- 飯島三美子 - 橋本わかな
- 高見沢ミチル - 平沢いずみ
- 児玉卓也 - 冨田佳輔
- 天竜塔子（トン子、本当はとうこ） - 田辺愛美
- 大道ミキ（真子の同級生・学級委員） - 大道彩香
- 住田沢子（真子の母） - 鈴木砂羽
- 住田智子（真子の姉）- 芳賀優里亜
- 住田大輔（真子の祖父） - 飯島大介
- 浜田先生 - 塩見三省
- 校長 - 吉澤健
- 袴田先生 - 袴田吉彦
- デビー・ケラー先生 - ミシェル（ブルマ）
- 六角橋先生・書道教師（八代の親友） - 井坂俊哉
- 書道具店主人・鉄也（八代の友人） - 奈佐健臣
- 不良グループのボス役 - 服部整治
- 石原先生・音楽教師 - 石原理衣
- 友倉先生・保健体育教師 - 友倉由美子
- ライバル高校の書道教師 - 藤田朋子
- お寺の和尚 - 長門裕之 ※遺作
- 八代の母 - 松坂慶子

## スタッフ
- 主催 - 「書道♡ガールズ」実行委員会（浜松市文化振興財団、浜松市、浜松商工会議所、静岡文化芸術大学、浜松観光コンベンションビューロー、浜松青年会議所、静岡県書道連盟、浜名湖えんため・やらまいか実行委員会）
- 監督・原作・脚本・編集 - 太田隆文
- 主題歌 - あべさとえ「青い青い空」
- 音楽 - 遠藤浩二
- 撮影 - 三本木久城
- 照明 - 石川欣男
- 録音 - 平島保
- 美術 - 竹内悦子
- 助監督 - 西保典
- 制作担当 - 阿倍史嗣
- メイク - 山本好魅
- キャスティング - 小林良二
- スチール - 片桐圭
- スタイリスト - 日下部慶子
- 書道指導 - 大石千世
- スーパーバイザー - 服部一啓(福岡教育大学)
- ラボ - ヨコシネ ディー アイ エー
- プロデューサー - 稲葉大輔・川原正一・太田隆文
- アシスタントプロデューサー - 蓑田陽子・溝口崇
- ラインプロデューサー - 池原健
- 製作プロダクション・配給 - キットクルー
- 製作委員会メンバー - キットクルー、浜名湖えんため

## ロケ地
表記はいずれも撮影時。
- 浜松市中区：浜松学芸中学校・高等学校、ザザシティ浜松、浜松市教育文化会館（はまホール）、浜松城公園、松屋星輝堂、スパ一世
- 浜松市南区：中田島砂丘
- 浜松市北区：奥浜名湖、聖隷三方原病院
- 浜松市天竜区：天竜浜名湖鉄道・天竜二俣駅
- 浜松市西区：舞阪、舘山寺温泉
- 湖西市：本興寺

## 関東地区での公開
- シネマメディアージュ（東京お台場） 2011年3月5日 - 
  - 東日本大震災のため一時中断したが、4月15日に再開された。
- TOHOシネマズ流山おおたかの森（千葉県流山市） 2011年4月9日 -